# 69-й мотострелковый полк
69-й мотострелковый Проскуровский Краснознамённый орденов Суворова и Кутузова полк (в/ч п/п 58731)
69-й мсп
— Соединение, часть РККА, Вооружённых сил СССР и Вооружённых сил Российской Федерации. В Великой Отечественной войне- бригада: участвовала в Битве за Днепр, Житомирско-Бердичевской наступательной операции, Львовско-Сандомирской наступательной операции, Сандомирско-Силезской наступательной операции, Нижне-Силезской наступательной операции, Верхне-Силезской наступательной операции, Берлинской наступательной операции и Пражской наступательной операции
В Операции «Дунай», Холодной войне.

## История
Полк (бригада) имели наименование:
С 8.7.1941 года — 109-я танковая дивизия (СССР); с 16.9.1941 года — 148-я танковая бригада; с 10.09.1943 — 69-я механизированная бригада; 69-й механизированный полк; 69-й отдельный кадровый механизированный батальон; 69-й механизированный полк; с 1957 года — 69-й мотострелковый полк; с 1994 года — 169-й танковый полк; с 2004 года — отдел хранения 5968-й гв. БХВТ.

### Формирование
- Боевое Знамя. 69-я механизированная бригада

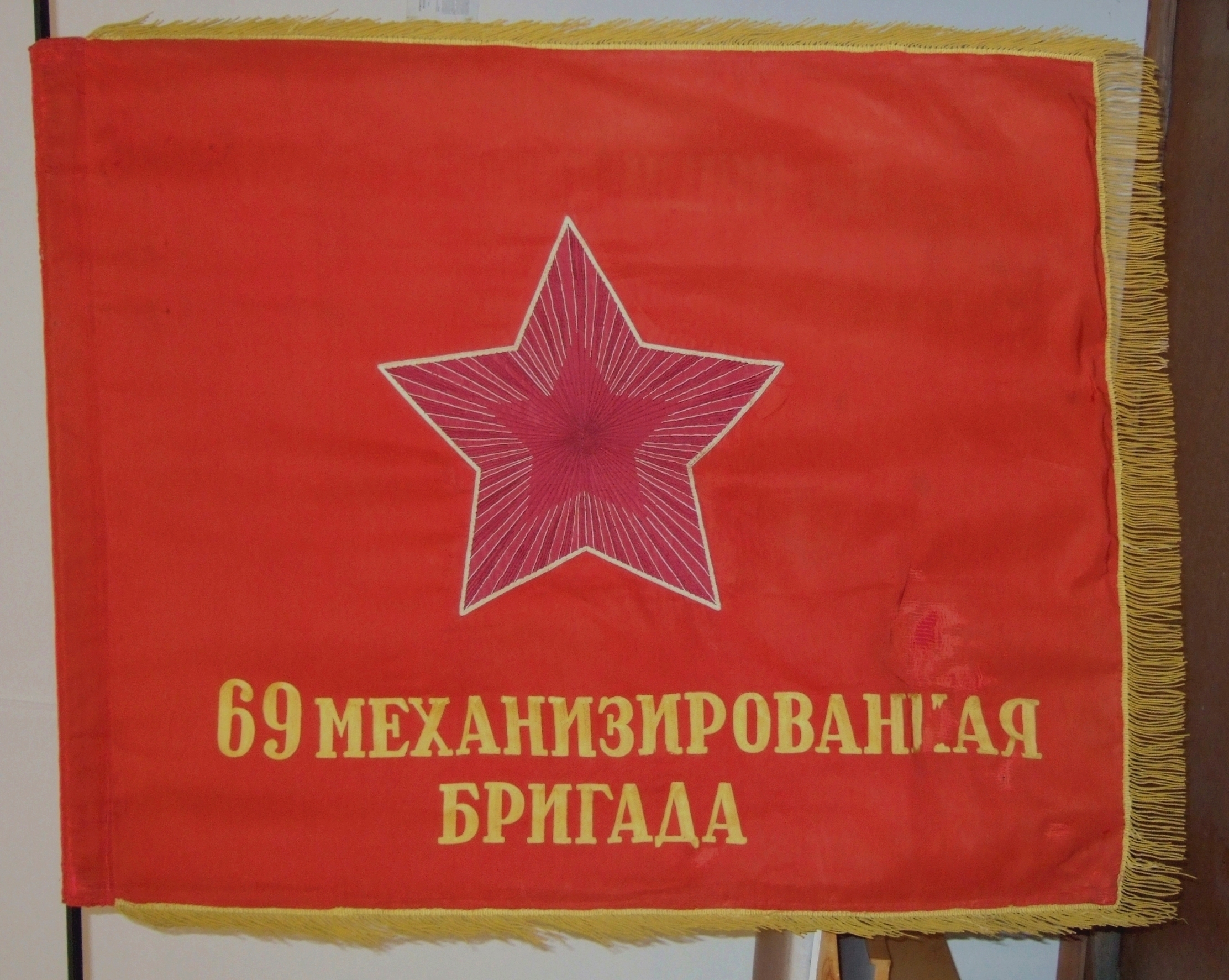
Боевое Знамя. 69-я механизированная бригада

69-й мотострелковый полк ведёт своё начало со 148-й танковой бригады, сформированной 16 сентября 1941 года на базе 109-й тд по штату № 010/78 от 23 августа 1941 года.
69-я механизированная бригада начала своё формирование на станции Рада Тамбовской области в январе 1943 года на базе 148-й танковой бригады. В феврале 1943 года введена в состав Красной Армии. В июне в её ряды был включён 53-й танковый полк (бывшая 53-я танковая бригада 11-го танкового корпуса, воевавшая с июня 1942 года). В конце июля бригада перебазировалась в Тульскую область деревню Горюшино, рядом с Ясной Поляной, где формировался 9-й механизированный корпус, в состав которого она и вошла. Здесь бригада продолжила укомплектование и проводила занятия по боевому слаживанию. 10 сентября 1943 года 69-я мбр включена в состав Действующей Армии.
- Боевое Знамя. 9-го мехкорпуса

В состав бригады вошли:
- Управление бригады
- 53-й танковый полк
- 1-й мотострелковый батальон
- 2-й мотострелковый батальон
- 3-й мотострелковый батальон
- Миномётный батальон
- Противотанковый дивизион

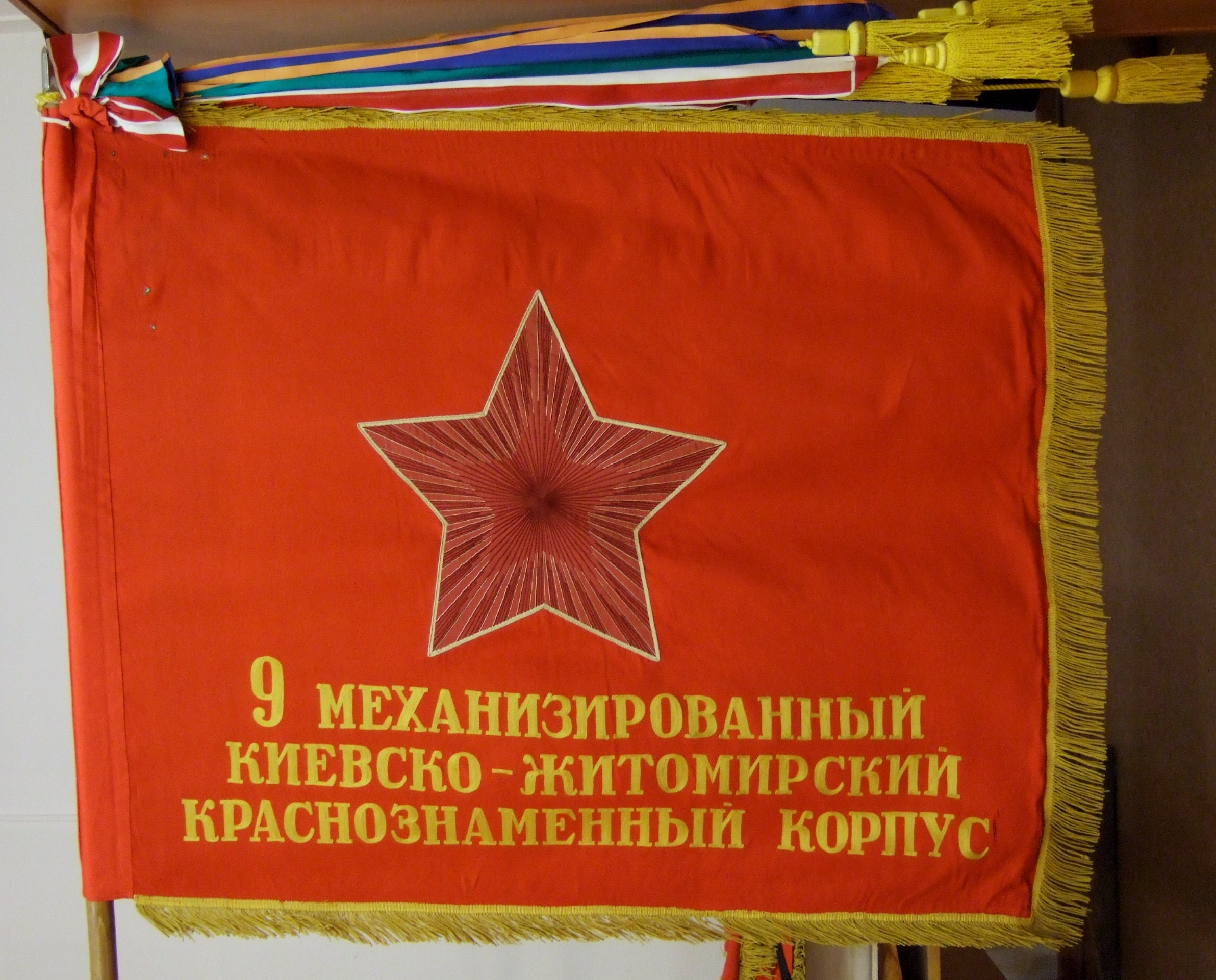
Боевое Знамя. 9-го мехкорпуса

- Артиллерийский дивизион. Разведывательная рота; Рота связи; Зенитно-пулемётная рота; Инженерно-минная рота; Рота противотанковых ружей; Рота автоперевозок личного состава; Санитарный взвод и Бронетанковая реммастерская;

### ВВеликой Отечественной войне

#### Освобождение Украины
69-я механизированная бригада прошла боевой путь в составе 9-го механизированного корпуса, 3-й гвардейской танковой армии Воронежского и 1-го Украинского) фронтов. Участвовала в Битве за Днепр, Житомирско-Бердичевской наступательной операции, Львовско-Сандомирской наступательной операции, Сандомирско-Силезской наступательной операции, Нижне-Силезской наступательной операции, Верхне-Силезской наступательной операции, Берлинской наступательной операции и Пражской наступательной операции.
Периоды нахождения 69-й мбр в составе Действующей Армии:
10.09.43 — 06.09.44 в составе Действующей Армии
07.09.44 — 27.10.44 в составе 3-й гвардейской ТА выведена на доукомплектование и находилась в Резерве ставки Верховного Главнокомандования.
28.10.44 — 11.05.45 в составе Действующей Армии.
22-29 сентября 1943 года в Битве за Днепр за Букринский плацдарм в районе Зарубенцы (15 км юго-западнее города Переяслав) отличилась 38 её воинов, которые были удостоены звания Героя Советского Союза, из них 32 — из 1-го мотострелкового батальона под командованием капитана Балаяна Г. Ш.. В ходе боя за плацдарм Балаян Г. Ш. погиб.

Во второй половине октября бригада скрытно переброшена с Букринского плацдарма на Лютежский плацдарм вместе с 3-й гв. ТА, введённой в прорыв 4 ноября в полосе 38-й армии участвовала в освобождении Киева (6 ноября 1943 года).
Смело и решительно действовали воины бригады в Проскуровско-Черновицкой наступательной операции. За образцовое выполнение заданий командования 9-й механизированный корпус был награждён орденом Красного Знамени (3 апреля 1944 года), а его 69-я 70-я и 71-я мехбригады были удостоены почётного наименования «Проскуровские».

Летом 1944 года бригада в составе корпуса участвовала в Львовско-Сандомирской операции.
Бригада 10 августа 1944 года награждена орденом Красного Знамени за доблесть и мужество, проявленное при освобождении города Львов.

#### 1945-й год
В высоких темпах наступала бригада в Сандомирско-Силезской наступательной операции 1945. Бригада вместе с корпусом наносила удары в направлении Хмельник, Радомско, Стемительно преодолевая или обходя очаги сопротивления противника, захватывали подготовленные рубежи, срывая попытки вражеских частей задержать наступление советских войск.
23 февраля части корпуса форсировали реку Одер (Одра) юго-восточнее города Оппельн (Ополе). В дальнейшем бригада в составе корпуса участвовала в Нижне-Силезской наступательной операции.
За успешные боевые действия при овладении Домбровским угольным бассейном и южной частью Силезским промышленным районом Польши, 5 апреля 1945 года бригада награждена орденом Суворова II степени.
Отличилась 69-я механизированная бригада в Берлинской операции. За образцовое выполнение заданий командования при овладении Берлином и проявленные при этом доблесть и мужество корпус и его мех. бригады награждены
орденом Кутузова II степени. (4 июня 1945 года).
Завершающим этапом боевого пути бригады было её участие в составе корпуса в Пражской наступательной операции. 69-я мбр в составе передового отряда 3-й гвардейской танковой армии первой вошла в Прагу в мае 1945 года.

### В послевоенный период
После войны в июне 1945 года на основании Приказов НКО от 10 июня 1945 года, ГК от 14.06.1945 года и Командующего 3 гв. ТА от 16 июня 1945 года входившая в состав 9-го механизированного корпуса 3-й гвардейской танковой армии 69-я механизированная Проскуровская Краснознамённая орденов Суворова и Кутузова бригада переформирована в 69-й механизированный Проскуровский Краснознамённый орденов Суворова и Кутузова полк 9-й механизированной дивизии. Произошла передислокация из Чехословакии в Австрию в район города Холлабрун.
В ноябре 1946 года в связи с сокращением личного состава Вооружённых сил СССР на основании директивы Начальника Генерального штаба ВС СССР от 6 ноября 1946 года, Приказа Командующего 3-й гвардейской отдельной кадровой танковой дивизией от 14 ноября 1946 года 69-й механизированный полк переформирован в 69-й отдельный кадровый механизированный батальон.
В августе 1949 года на основании директивы штаба 3 гв. ОК ТД от 2 августа 1949 года 69-й отдельный кадровый механизированный батальон вновь развёрнут в 69-й механизированный полк.
В день формирования части на основании Приказа Министра обороны СССР от 26 января 1950 года установлен годовой праздник — День части — 13 февраля.
С июня 1946 года по 1951 год 69-й механизированный полк (с ноября 1946 по август 1949 года — 69-й отдельный кадровый механизированный батальон) дислоцировался в населённом пункте Драххаузен (Drachhausen) севернее Коттбуса. Затем перебазировался в Вюнсдорф. В гарнизоне Вюнсдорф для размещения его были построены новые казармы в 4-м военном городке (Новый городок). Строительство первых из них закончено в 1953 году.
В 1957 году полк стал именоваться 69-й мотострелковый полк, а 9-я механизированная дивизия — стала 82-я мотострелковая дивизия.

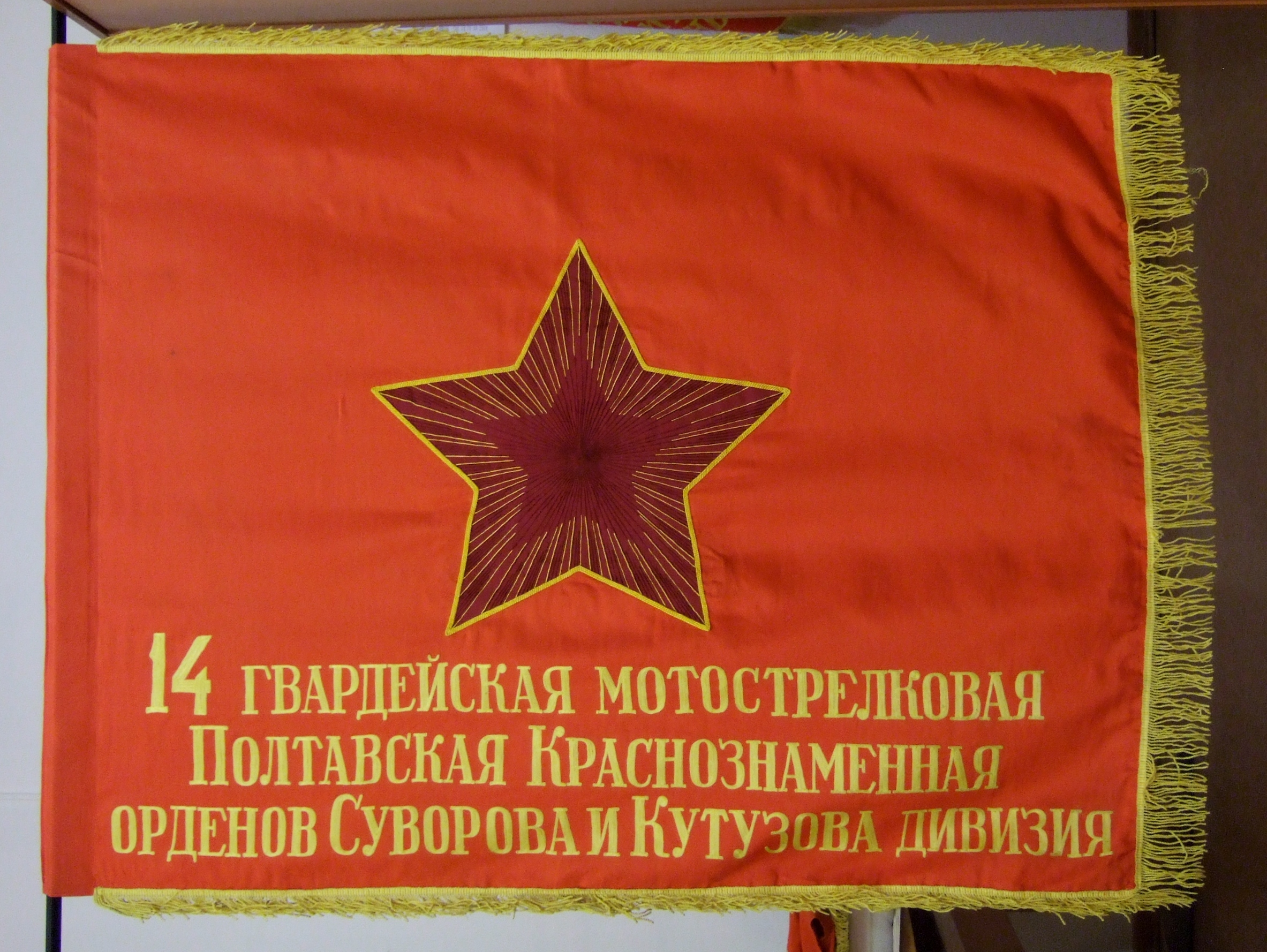
Боевое Знамя. 14-я гвардейская мотострелковая Полтавская Краснознамённая орденов Суворова и Кутузова дивизия.

В 1958 году 82-я мотострелковая дивизия выведена в Советский Союз и расформирована. 69-й мотострелковый полк выведен из 82-й мсд и включён в состав 14-й гвардейской мотострелковой Полтавской Краснознамённой орденов Суворова и Кутузова дивизии (штаб в Ютербоге).
В 1965 году Главком ГСВГ генерал армии Кошевой П. К. принял решение сделать полк показным в строевом отношении. Были сформированы 3 парадных батальона по 200 человек (как на парадах в Москве), рота почётного караула — 1-я мср и рота барабанщиков — 3-я мср. Офицерам была сшита форма офицеров московской РПК, а рядовому и сержантскому составу на парадно-выходные кителя крепились красные нагрудники с двумя рядами пуговиц по краям. Каждому выдавался типовой парадный комплект значков (Гвардия, Отличник СА, Классный специалист, Военно-спортивный комплекс). Решением Главкома полк участвовал в различных показных мероприятиях в других гарнизонах (Дрезден, Риза, Галле и др.).
7 ноября 1967 года полк участвовал в параде по случаю 50 летия Великой Октябрьской Социалистической Революции совместно с ННА ГДР в Берлине.
В 1968 году 69-й мсп в составе 14-й гвардейской мсд участвовал в операции «Дунай» (ЧССР). Выполнял задачи в населённых пунктах Квильде, Вимперке и Домажлицы. Весь личный состав полка получил благодарность Министра Обороны СССР. Один военнослужащий полка погиб. Лейтенант Седых Владимир Иванович, командир взвода, 1944 года рождения. Погиб 2 сентября 1968 года. Похоронен на Ваганьковском кладбище в городе Москва.
В 1970 году танки Т-54 заменены на Т-55.
В мае 1970 года зенитный дивизион преобразован в зенитно-ракетную артиллерийскую батарею.
В 1971 году устаревшие гаубицы М-30 гаубичной батареи были заменены на более современные Д-30.
В 1973 году гаубичная батарея развёрнута в дивизион.
Осенью 1976 года танковый батальон полка переоснащён новыми танками Т-64А (1 и 2 ТР) и Т-64Б (3 ТР) вместо устаревших Т-55.
Произошло изменение штата и перевооружение разведывательной роты. До перевооружения были танковый взвод (на танках ПТ-76), мотоциклетный взвод и отделение ПСНР (на ГАЗ-69). С осени 1976 года — 1 взвод на БМП-1, 2 взвод на БРДМ-2, отделение управления (на БМП-1К).
С ноября 1978 года в полку проводился эксперимент по комплектованию подразделений военнослужащими одного призыва. В этот период было две внештатные роты почётного караула — 1-я мср и 7-я мср.
В 1981 году полку вручён Вымпел Министра Обороны СССР «За мужество и воинскую доблесть, проявленные на учениях. 1981 г.».

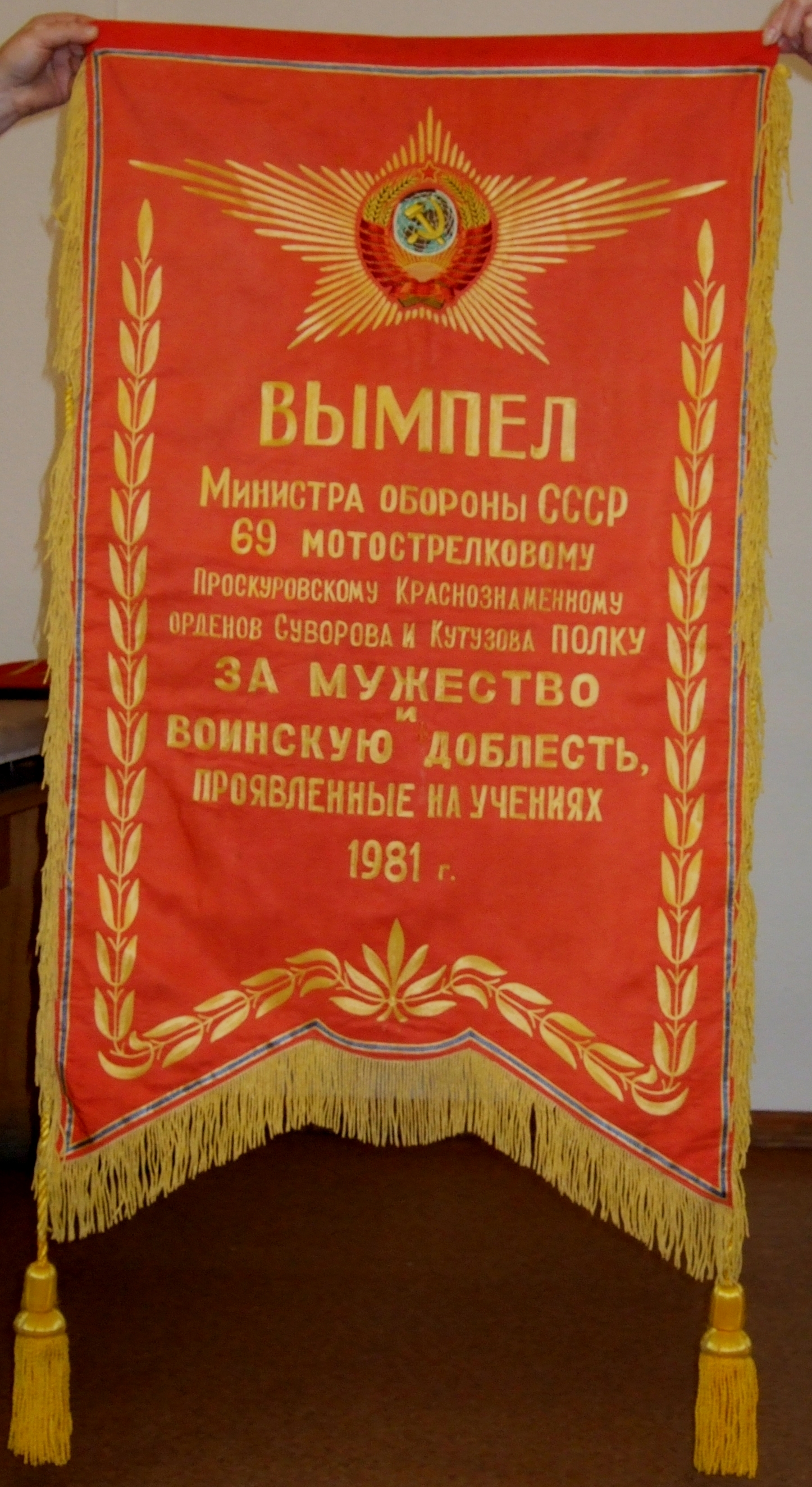
Вымпел Министра Обороны СССР

В 1982 году 14-я гв. мсд была переформирована в 32-ю гвардейскую танковую дивизию. 69-й полк был переведён с БТР на БМП. При этом полк перешёл на двухбатальонный штат (1 и 2 мсб). В каждом мсб было по 2 роты на БМП-1 (1, 2, 4, 5 МСР) и по одной БМП-2 (3 и 6 мср). 3 мсб был передан 115-му отдельному танковому полку 3 общевойсковой Армии ГСВГ вч 59210. Артиллеристы получили самоходные гаубицы «Гвоздика» 2С1 вместо буксируемых Д-30.
В 1983 году на вооружение полка поступили самоходные ЗРК «Стрела-10» вместо «Стрела-1».
В 1983 году полк выступил инициатором социалистического соревнования в Сухопутных войсках.
В 1986 году отдельная зенитно-ракетно-артиллерийская батарея полка переформирована в зенитно-ракетно-артиллерийский дивизион.
Состав зрабатр до 1986 года:
- 1-й взвод ЗСУ-23-4 «Шилка» — 4 машины,
- 2-й взвод Стрела-10 — 4 машины

Состав зрадн с 1986 года:
- 1-я батарея — зенитная артиллерийская батарея — ЗСУ-23-4 «Шилка» — 6 машин
- 2-я батарея — зенитно-ракетная батарея «Стрела-10» 9К35 — 6 машин
- 3-я батарея — зенитно-ракетно-артиллерийская батарея ПЗРК «Игла» на БМП-2 — 6 машин, 18 ПУ ПЗРК «Игла».

В июле 1987 года 6-я мср на БМП-2 была передана в 1 мсб и стала 2 мср. 2 мср на БМП-1 передана во 2 мсб и стала 6 мср.
Состав 69-го мсп на 1988 год:
- 1-й мсб (1 мср на БМП-1, 2 мср и 3 мср на БМП-2)
- 2-й мсб (БМП-1)
- Танковый батальон (Т-64)
- Гаубичный самоходно-артиллерийский дивизион («Гвоздика» 2С1)
- Зенитно-ракетно-артиллерийский дивизион
- Противотанковая батарея (9П148 «Фагот» («Конкурс»))
- Разведрота
- Рота связи,
- Инженерно-сапёрная рота,
- Ремонтная рота,
- Рота материального обеспечения.
- Взвод химической защиты
- Комендантский взвод
- Полковой медицинский пункт

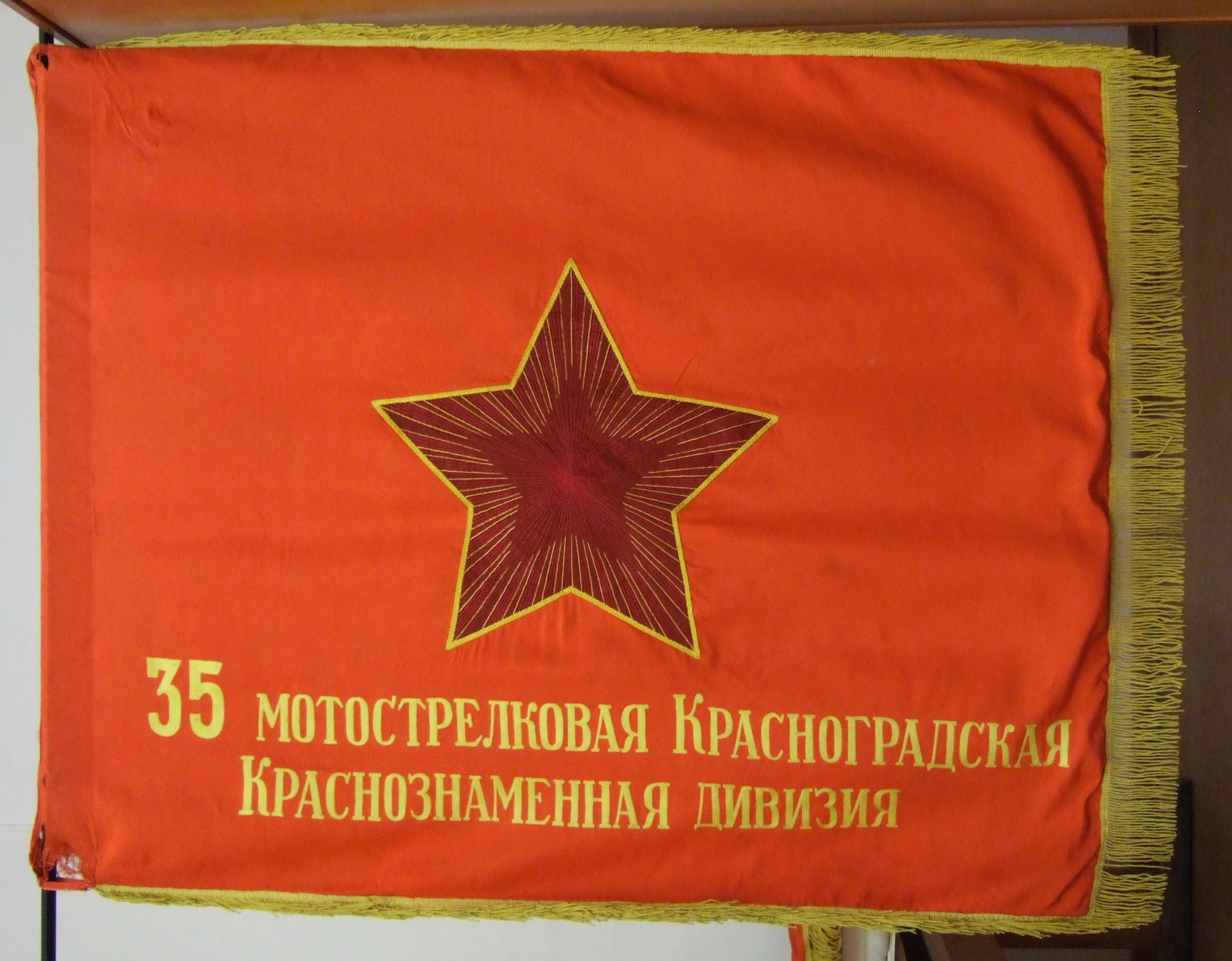
Боевое Знамя. 35 мотострелковая Красноградская Краснознамённая дивизия.

В 1989 году 32-я гвардейская танковая дивизия была выведена в Советский Союз и расформирована. 69-й полк был передан в состав 35-й мотострелковой Красноградской Краснознамённой дивизии (штаб в Крампнице). Штат полка был значительно увеличен. Был получен 3 мсб из состава. выводимого 287-го гвардейского танкового полка, который ещё около года находился в Ютербоге, а потом был переведён в Вюнсдорф. Устаревшие танки Т-64 были заменены на новые Т-80, 1 мср получила БМП-2. Сформирован противотанковый дивизион, в который вошли бывшая отдельная противотанковая батарея полка и прибывшая из 215-го гв. тп 90-й гв. тд, который выводился в СССР, будущая противотанково-артиллерийская батарея (батарея прибыла в полк, как гаубичная на Д-30, в течение лета 1989 года перевооружилась на «Рапиры»).
Состав полка на конец 1989 — начало 1990 года:
- 1 МСБ (БМП-2)
- 2 МСБ (БМП-1)
- 3 МСБ (БМП-1)
- Танковый батальон (Т-80)
- Гаубичный самоходно-артиллерийский дивизион («Гвоздика» 2С1)
- Зенитно-ракетно-артиллерийский дивизион (1 батарея ЗСУ-23-4 «Шилка», 2 батарея «Стрела-10» 9К35, 3 батарея ПЗРК «Игла» на БМП-2)
- Противотанковый дивизион (ПТБ 9П148 «Конкурс» и ПТАБАТР 2А29 МТ-12 «РАПИРА»)
- Разведрота;
- Рота связи;
- Инженерно-сапёрная рота;
- Ремонтная рота;
- Рота материального обеспечения;
- Взвод химической защиты;
- Медицинская рота;
- Комендантский взвод.

В 1991 году 35-я мотострелковая дивизия была расформирована, 69-й мотострелковый полк вошёл в состав 90-й гвардейской танковой Львовской ордена Ленина Краснознамённой ордена Суворова дивизии (штаб в Бернау) вместо 803-го мсп.
В октябре 1993 года на базе противотанкового артиллерийского дивизиона был сформирован батальон охраны и сопровождения воинских грузов (БОСВГ).
В 1994 году на базе 2-го мсб был создан батальон рекультивации, который оставался в Вюнсдорфе после вывода основных подразделений полка до августа 1994 года, выполняя задачи по наведению порядка в гарнизоне после убытия наших войск.
За свою историю в ГСВГ (ЗГВ) 69-й мсп неоднократно добивался звания ОТЛИЧНЫЙ ПОЛК. Полк имел свой полностью оборудованный учебный центр, который включал в себя Войсковое стрельбище, Танковый огневой городок, Директриссу БМП, Танкодром, Автодром, Танковую директриссу, Тактическое поле, Инженерное поле. Полк находился при штабе ГСВГ («Королевский полк»), многократно участвовал в различных показных занятиях и учениях.
Ежегодно 1-я мср полка 8 мая и 7 ноября, в качестве роты почётного караула участвовала в возложении венков к Мемориалу павшим советским воинам в Тиргартене Западный Берлин совместно с 6-й омсбр.

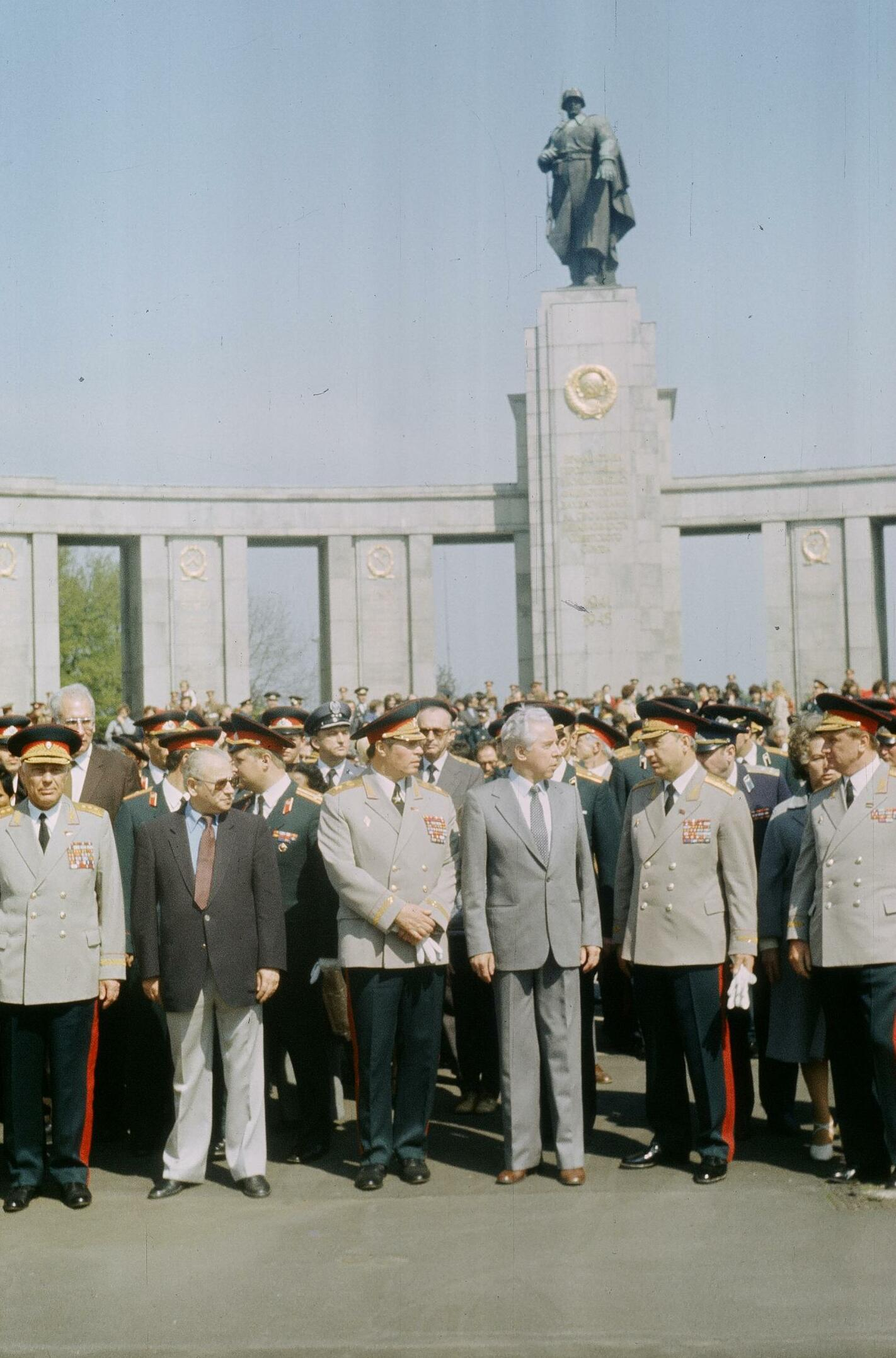
Главком ГСВГ М. М. Зайцев и Посол СССР в ГДР П. А. Абрасимов перед прохождением роты почётного караула от 69-го мсп у Мемориала павшим советским воинам в Тиргартене 8.05.1982.

- Главком ГСВГ М. М. Зайцев и Посол СССР в ГДР П. А. Абрасимов перед прохождением роты почётного караула от 69-го мсп у Мемориала павшим советским воинам в Тиргартене 8.05.1982.

#### Вывод войск. 169-й танковый полк
В 1993 году 90-я гвардейская танковая дивизия (2-го формирования) была выведена в Сельское поселение Черноречье Волжского района Самарской области и вошла в состав 2-й гвардейской общевойсковой Краснознамённой армии (до 11 ноября 1993 года 2-й гв. ТА) Краснознамённого Приволжского военного округа.
69-й мотострелковый полк получил новый номер вч 65347, сокращён до 150 человек личного состава.
В конце 1994 года переформирован в танковый полк, стал именоваться

169-й танковый Проскуровский Краснознамённый орденов Суворова и Кутузова полк 90-й гвардейской танковой дивизии (2-го формирования).
1-й мсб остался мотострелковым, а 2-й и 3-й батальоны были переформированы в танковые.
В конце 1994 года часть техники и личного состава была передана в 81-й гвардейский мотострелковый полк для участия в Первой чеченской войне.

#### Отдел 5968-й гв. БХВТ (т). Расформирование
В 1997 году 90 гвардейская танковая дивизия была преобразована в 5968 базу хранения вооружения и техники, а полк соответственно в отдел. База была расформирована в 2005 году, вместе расформировали и прославленный 69-й (169-й) мотострелковый (танковый) Проскуровский Краснознамённый орденов Суворова и Кутузова полк.

## Награды
- 3 апреля 1944 года - почётное наименование «Проскуровская» - присвоено приказом Верховного Главнокомандующего № 078 за отличие в боях при освобождении города Проскурова.
- 10 августа 1944 года -  орден Красного Знамени - награждён указом Президиума Верховного Совета СССР за образцовое выполнение боевых заданий командования на фронте борьбы с немецкими захватчиками при освобождении города  Львов  и проявленные при этом доблесть и мужество.
- 5 апреля 1945 года -  орден Суворова II степени - награждён указом Президиума Верховного Совета СССР за образцовое выполнение заданий командования в боях с немецкими захватчиками при очищении от противника Домбровского угольного района и южной части промышленного района немецкой Верхней Силезии и проявленные при этом доблесть и мужество.
- 4 июня 1945 года -  орден Кутузова II степени - награждён указом Президиума Верховного Совета СССР за образцовое выполнение заданий командования в боях с немецкими захватчиками при овладении столицей Германии городом Берлин и проявленные при этом доблесть и мужество.

## Командование
Бригадой командовали
- полковник Сиянин, Михаил Данилович (08.1943—11.1943),
- полковник Дарбинян Левон Хнканосович (погиб 28.12.1943),
- полковник Алексеев Андрей Алексеевич (погиб 9.01.1944),
- полковник Кицук Павел Николаевич (погиб 5.03.1944),
- полковник Литвинов Степан Григорьевич
- полковник Ваганов, Иван Семёнович (04.1945—08.1945).

Полком командовали
- Полковник Носков 1958
- Подполковник Кончиц
- Полковник Деменков
- Полковник Джулик
- Подполковник Гавага 1961—1964
- Полковник Иванов 1965—1966
- Полковник Петкевич, Юрий Петрович 1966—1968
- Полковник Иваницкий, Евгений Иванович 1968—1971
- Подполковник Ларин Артур Васильевич[5] 1971—1972 (генерал майор (1936—1986)
- Подполковник Оганесян Григорий Джагарович 1972—1973
- Подполковник Нестеренко Виктор Иванович 1973—1974
- Подполковник Руденко Николай Павлович 1974—1976
- Подполковник Касперович, Григорий Павлович[6] 1976—1978
- Подполковник Лялин, Валентин Иванович 1978—1979
- Подполковник Ивонин, Борис Николаевич 1979—1981
- Подполковник Суанов, Станислав Николаевич[7] 1981—1983
- Подполковник Столяров Александр Николаевич[8] 1983—1986

- Подполковник Смирнов Михаил Михайлович 1986—1988
- Подполковник Белоусов Валерий Леонидович 1988—1991
- Полковник Герой Советского Союза Пугачёв, Фёдор Иванович 1991—1992
- Подполковник Ёлкин Анатолий Анатольевич 1992—1994
- Подполковник Мирошниченко Вячеслав Петрович 1994

| *Подполковник Савченко Юрий Александрович 1966—1968 - Подполковник Зарубин Павел до 1973 - Подполковник Нестеренко Виктор Иванович 1973—1974 - Майор Лялин Валентин Иванович 1974—1978 - Майор Свиридов Василий 1978—1979 - Майор Кусакин Евгений Петрович 1979—1981 - Подполковник Марченков, Валерий Иванович 1983 - Майор Макадзеев Олег Борисович 1983—1985 - Подполковник Студеникин Александр Игоревич 1985 −1989 - Подполковник Бардонов Николай Николаевич 1989—1990 - Подполковник Морозов Станислав Николаевич 1990—1994 Начальникм штабов - Подполковник Бутко 1965—1966 - Подполковник Иваницкий Евгений Иванович 1966—1968 - Майор Тихонов 1968—1969 - Подполковник Иванов Николай Николаевич 1969—1972 - майор Подгорный Игорь Иванович 1973 - Майор Денщиков 1973—1975 - Майор Бицутин В. И. 1975—1978 - Майор Бобин 1978—1980 - Подполковник Кудрявцев Александр Викторович 1980—1984 - Подполковник Бочаров Олег Георгиевич 1985—1987 - Подполковник Крушатин Сергей 1987—1989 - Подполковник Столяров Сергей Евгеньевич 1989—1990 - Подполковник Ёлкин Анатолий Анатольевич 1990—1992 - Подполковник Хлебников 1992—1993 - Подполковник Никитин 1993—1994 - Подполковник Вильчанский Олег Альфредович 1996—1997 Заместители по политической части - Подполковник Калинкевич - Подполковник Сочнев 1967—1969 - Майор Ильяшенко 1971—1973 - Майор Тууль Арнольд Адольфович 1976—1979 - Майор Горбулин Геннадий 1979—1982 - Подполковник Демьянов Александр Николаевич 1982—1985 - Подполковник Лысенко Владимир Иванович 1985—1987 - Подполковник Маслаков Александр Степанович 1987—1990 - Подполковник Ясиневский Анатолий Григорьевич 1990—1991 - Подполковник Леганьков Владимир Александрович 1991—1992 - Подполковник Головня Николай Иванович 1992—1994 - Подполковник Пряхин Юрий Владимирович 1994—1995 Заместители командира полка по вооружению - Подполковник Ткачёв 197? — 1972 - Подполковник Кибенко Александр Михайлович 1972—1977 - Майор Герасимов 1977—1978 - Майор Тетервов Евгений 1979—1982 - Майор Куценко Олег Васильевич 1982—1987 - Подполковник Колчин 1987—1990 - Подполковник Захаров Николай Петрович 1990—1993 - Подполковник Мельник Владимир Леверьевич 1993—1994 Заместители командира полка по тылу - Подполковник Дымников 1966—1970 - Подполковник Тихановский 1971—197? - Подполковник Камасов Гаджи Джафарович ? — 1979 - Подполковник Бурдин Николай Алексеевич 1979—1983 - Подполковник Иванов Валерий Иванович 1983—1988 - Подполковник Бескостин Анатолий 1988—1992 - Подполковник Попов 1992—1994 |

Отдел хранения техники (танковый/169 тп) 5968 гв. БХВТ
Начальники отдела
- Подполковник Вильчанский Олег Альфредович 1997—1998

Начальник разведки
- Зарудницкий, Владимир Борисович 1985—1987

## Отличившиеся воины
45 воинов бригады было удостоено звания Героя Советского Союза.
В состав 1-й мср навечно зачислен Герой Советского Союза капитан Балаян Г. Ш. , 4-й мср — Герой Советского Союза младший сержант Лёвин В. А.
- Абдршин, Рамиль Хайруллаевич
- Алексеев, Александр Иванович
- Андрианов, Андрей Михайлович
- Анцупов, Александр Яковлевич
- Афанасьев, Николай Иванович
- Балаян, Гарегин Шегиевич
- Богомолов, Константин Иванович
- Ваганов, Иван Семёнович
- Гельферг, Семён Григорьевич
- Гиниятуллин, Габбас Гиниятуллович
- Гераськин, Дмитрий Семёнович
- Головлёв, Леонид Иосифович
- Горошек, Павел Антонович
- Горчилин, Александр Михайлович
- Гусев, Василий Васильевич
- Данилицкий, Антон Петрович
- Дарбинян, Левон Хнгяносович
- Ефимов, Леонид Николаевич
- Зелёнкин, Егор Фёдорович
- Корольский, Александр Михайлович
- Кошманов, Михаил Михайлович
- Кретинин, Тихон Данилович
- Кузнецов, Николай Павлович
- Левин, Василий Андреевич
- Литвиненко, Иван Фёдорович
- Лойко, Григорий Антонович
- Меньшиков, Леонид Емельянович
- Михайлов, Александр Фадеевич
- Морев, Николай Николаевич
- Мясников, Александр Сергеевич
- Полозов, Константин Николаевич
- Попов, Павел Фомич
- Романенко, Алексей Федосеевич
- Рыбалко, Иван Игнатьевич
- Сидоренко, Борис Степанович
- Симоненко, Николай Иванович
- Сиянин, Михаил Данилович
- Смирнов, Дмитрий Николаевич
- Суховаров, Дмитрий Гаврилович
- Трошин, Алексей Васильевич
- Финаков, Константин Кириллович
- Черепанов, Владимир Дмитриевич
- Чубарь, Дмитрий Григорьевич
- Шигаев, Андрей Васильевич
- Ячменёв, Григорий Егорович
- Занин, Михаил Романович
- Мушкаров, Иван Николаевич
- Пугачёв, Фёдор Иванович
- Морозов, Станислав Николаевич